# ملامحله (بابل)
ملامحله (بابل)، روستایی از توابع بخش گتاب شهرستان بابل در استان مازندران ایران است.

## جمعیت
این روستا در دهستان گتاب شمالی قرار دارد و براساس سرشماری مرکز آمار ایران در سال ۱۳۸۵، جمعیت آن ۲۳۶ نفر (۶۱خانوار) بوده‌است.